# L'Ange gonflable
L'Ange gonflable (en géorgien : გასაბერი ანგელოზი) est un roman d'anticipation de l'écrivain géorgien Zaza Burchuladze.

## Circonstances
En 2011, Zaza Burchuladze publie L'Ange gonflable. L’homme n’en est pas à son coup d’essai. C’est son dixième livre. Malgré une récompense par le prix du meilleur roman géorgien, l’ensemble de son œuvre reste mal compris par le lecteur indigène.
L'Ange gonflable, qui a obtenu le prix du meilleur roman géorgien de l'année, en 2011, est son premier ouvrage à paraître en France, aux éditions L'Âge d'homme.